# Ropica toekanensis
Ropica toekanensis là một loài bọ cánh cứng trong họ Cerambycidae.